# Disfunção do lobo frontal
O distúrbio do lobo frontal, também conhecido como síndrome do lobo frontal ou disfunção do lobo frontal, é um comprometimento do lobo frontal do cérebro ocasionado por uma doença ou lesão do lobo frontal. O lobo frontal desempenha um papel fundamental nas funções executivas, como motivação, planejamento, comportamento social e produção da fala. A síndrome do lobo frontal pode ser causada por uma série de condições, incluindo traumatismo craniano, tumores, doenças neurodegenerativas, distúrbios do desenvolvimento neurológico, neurocirurgia e doença cerebrovascular. O comprometimento do lobo frontal pode ser detectado pelo reconhecimento de sinais e sintomas típicos, pelo uso de testes de triagem simples e por exames neurológicos especializados.

## Sinais e sintomas
Os sinais e sintomas de disfunção do lobo frontal podem ser indicados pela síndrome disexecutiva, que consiste em uma série de sintomas que tendem a ocorrer juntos. Em termos gerais, esses sintomas se enquadram em três categorias principais: cognitivos (movimento e fala), emocionais ou comportamentais. Embora muitos desses sintomas ocorram regularmente em conjunto, é comum encontrar pacientes que apresentam vários desses sintomas, mas não todos. Essa é uma das razões pelas quais alguns pesquisadores argumentam que a síndrome disexecutiva não é o melhor termo para descrever esses inúmeros sintomas. Algumas das pesquisas de imagem mais recentes sobre áreas do córtex frontal sugerem que as funções executivas podem ser mais discretas do que se pensava anteriormente. Os sinais e sintomas podem ser divididos da seguinte forma:
- Movimento
  - Tremor
  - Apraxia
  - Distonia
  - Perturbações da marcha
  - Dispraxia

- Emocional
  - Dificuldade em inibir emoções, raiva, excitação
  - Depressão
  - Dificuldade de entender o ponto de vista dos outros

- Comportamental
  - Comportamento de utilização [en]
  - Comportamento de perseveração
  - Desinibição social
  - Alimentação compulsiva

- Sinais de linguagem
  - Afasia
  - Afasia expressiva|colwidth=30em}}

## Causas
As causas de disfunções do lobo frontal podem ser lesões fechadas na cabeça. Um exemplo disso pode ser um acidente, que pode causar danos à área do córtex orbitofrontal do cérebro.
A doença cerebrovascular pode causar um derrame no lobo frontal. Tumores, como meningiomas, podem apresentar uma síndrome do lobo frontal. O comprometimento do lobo frontal também é uma característica da doença de Alzheimer e da demência frontotemporal.

## Patogênese
A patogênese dos distúrbios do lobo frontal envolve várias patologias, algumas das quais são as seguintes: 
- Síndrome de Foster Kennedy[13] - É causada por um tumor no lobo frontal e dá origem a atrofia óptica ipsilateral e papiledema contralateral.
- Síndrome de desinibição frontal, transtorno do espectro alcoólico fetal, síndrome de Rett e transtorno de déficit de atenção e hiperatividade[14]
  - Ocorre devido a danos no lobo frontal causados por exposição pré-natal a teratógenos (como o etanol), ferimentos na cabeça ou tumores.
  - É socialmente desinibido e apresenta grave comprometimento do julgamento, da percepção e da previsão.
  - O comportamento antissocial é uma característica da síndrome de desinibição frontal.
- Síndrome abúlica frontal[15]
  - Perda de iniciativa, criatividade e curiosidade
  - Apatia emocional generalizada e embotamento

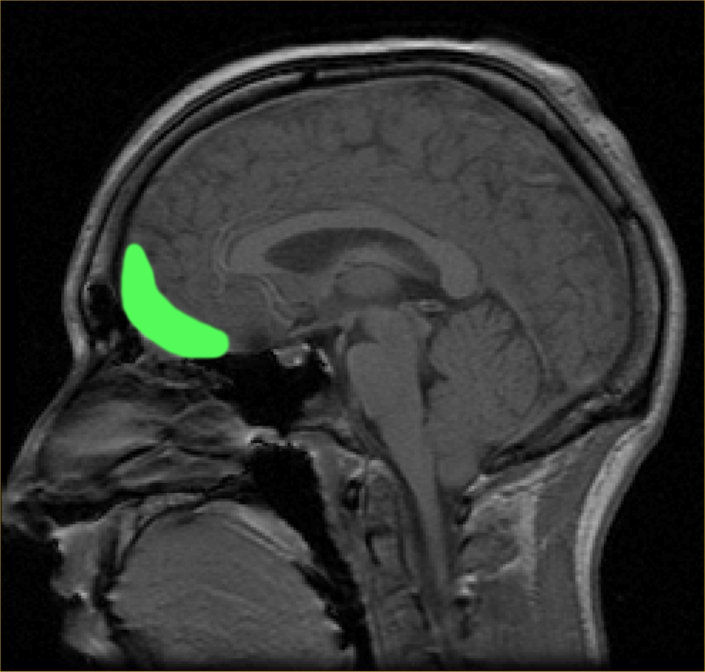
OFC-Córtex orbitofrontal

  - Mutismo acinético [en]

### Anatomia e funções
O lobo frontal contém o giro pré-central e o córtex motor primário e, segundo algumas convenções, o córtex orbitofrontal. Essas três áreas estão representadas nos hemisférios cerebrais esquerdo e direito. O giro pré-central ou córtex motor primário é responsável pelo planejamento, iniciação e controle dos movimentos motores finos dorsolaterais de cada hemisfério. A parte dorsolateral do lobo frontal é responsável pelo planejamento, formação de estratégias e outras funções executivas. O córtex pré-frontal no hemisfério esquerdo está envolvido com a memória verbal, enquanto o córtex pré-frontal no hemisfério direito está envolvido com a memória espacial. A região do opérculo frontal esquerdo do córtex pré-frontal, ou área de Broca, é responsável pela linguagem expressiva, ou seja, pela produção da linguagem. O córtex orbitofrontal está relacionado à inibição de respostas, ao controle de impulsos e ao comportamento social.

## Diagnóstico

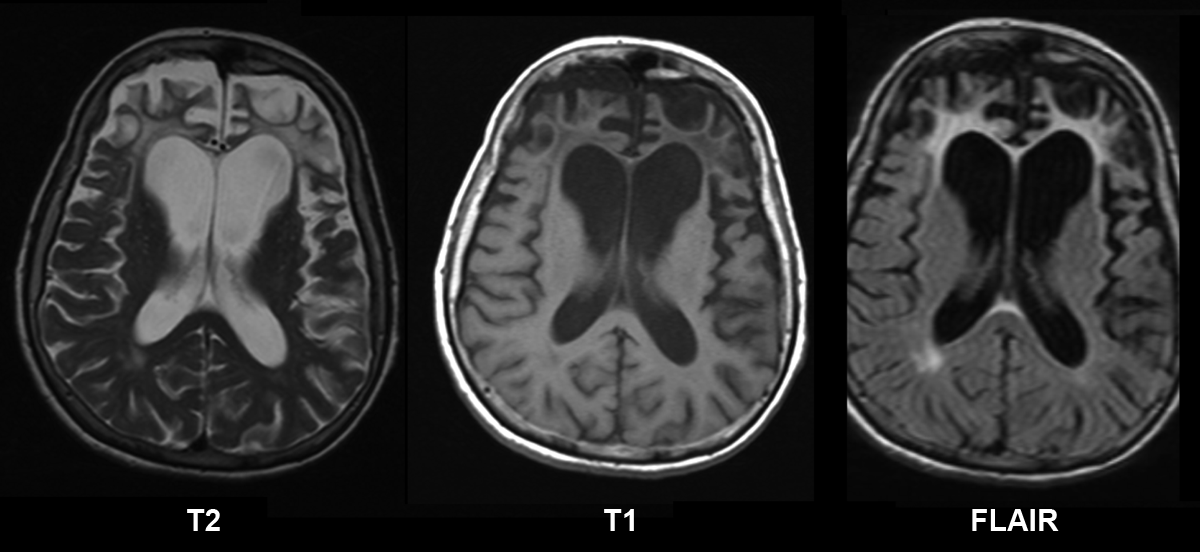
Demência frontotemporal.

O diagnóstico do transtorno do lobo frontal pode ser dividido nas três categorias a seguir:
- Histórico clínico

Os transtornos do lobo frontal podem ser reconhecidos por meio de uma mudança repentina e dramática na personalidade de uma pessoa, por exemplo, com perda de consciência social, desinibição, instabilidade emocional, irritabilidade ou impulsividade. Como alternativa, o distúrbio pode se tornar aparente devido a alterações de humor, como depressão, ansiedade ou apatia.
- Exame

No exame do estado mental, uma pessoa com lesão do lobo frontal pode apresentar problemas de fala, com fluência verbal reduzida. Normalmente, a pessoa não tem discernimento e julgamento, mas não apresenta anormalidades cognitivas marcantes ou comprometimento da memória (conforme medido, por exemplo, pelo mini exame do estado mental). Com comprometimento mais grave, pode haver ecolalia ou mudez. O exame neurológico [en] pode mostrar reflexos primitivos (também conhecidos como sinais de liberação frontal), como o reflexo de preensão [en]. A acinesia (falta de movimento espontâneo) estará presente em casos mais graves e avançados.
- Investigação adicional

Há uma série de testes neuropsicológicos disponíveis para esclarecer a natureza e a extensão da disfunção do lobo frontal. Por exemplo, a formação de conceitos e a capacidade de mudar conjuntos mentais podem ser medidas com o Teste Wisconsin de Classificação de Cartas, e o planejamento pode ser avaliado com o subteste Labirintos do WISC [en]. A demência frontotemporal aparece como atrofia do córtex frontal na ressonância magnética. O comprometimento frontal devido a lesões na cabeça, tumores ou doença cerebrovascular também aparecerá na imagem cerebral.

## Tratamento
Em termos de tratamento para o distúrbio do lobo frontal, não há nenhum, mas são oferecidos cuidados gerais de apoio e também pode ser necessário algum nível de supervisão. O prognóstico dependerá da causa do distúrbio, é claro. Uma possível complicação é que os indivíduos com lesões graves podem ficar incapacitados, de modo que um cuidador [en] pode ficar irreconhecível para a pessoa. Outro aspecto do tratamento do transtorno do lobo frontal é a fonoaudiologia. Esse tipo de terapia pode ajudar os indivíduos com sintomas associados à afasia e à disartria.

## Histórico
Phineas Gage, que sofreu uma grave lesão no lobo frontal em 1848, foi chamado de um caso de síndrome disexecutiva. As alterações psicológicas de Gage são quase sempre exageradas - dos sintomas listados, os únicos que Gage poderia ter apresentado são "raiva e frustração", leve comprometimento da memória e "dificuldade de planejamento".
Em dezembro de 2005, em seu apartamento na Dover Road, em Cingapura, o zelador Mohammad Zam Abdul Rashid, de 44 anos, atacou e espancou sua esposa Ramona Johari (operadora de produção), de 38 anos, até a morte, depois que ele a acusou de se aproximar de um colega. Mohammad Zam foi originalmente acusado de homicídio, mas depois que se descobriu que ele sofria da síndrome do lobo frontal, que não havia sido diagnosticada antes do homicídio e que havia afetado sua responsabilidade mental no momento do assassinato, Mohammad Zam foi condenado por uma acusação reduzida de homicídio culposo e, portanto, sentenciado à prisão perpétua. O diagnóstico da síndrome do lobo frontal nesse caso de homicídio gerou discussões públicas sobre o distúrbio.